# Лопар
Лопари (лат. Lepas) су рачићи из инфракласе цирипедија, који споља личе на шкољку (због двојне кречњачке љуштуре). Живе причвршћен помоћу јаке меснате дршке на разним отпацима у мору.